# Dřísy
Dřísy (deutsch Dries) ist eine Gemeinde in Tschechien. Sie liegt sieben Kilometer nördlich von Stará Boleslav und gehört zum Okres Praha-východ. Der bis 1877 bewirtschaftete Weinberg des hl. Wenzel (Svatováclavská vinice) auf der Cecemina war der älteste Weinberg Böhmens.

## Geographie

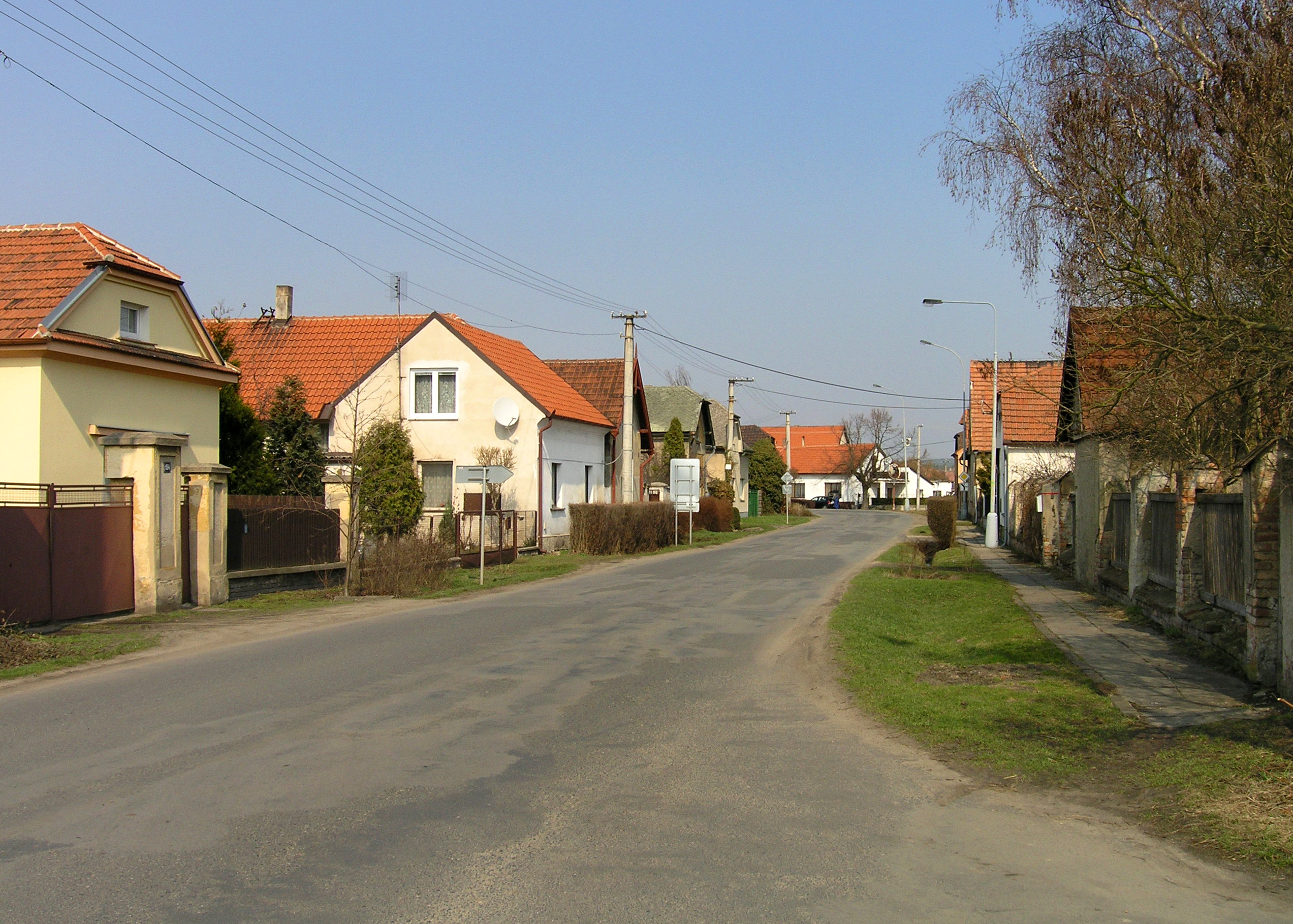
Hauptstraße in Dřísy (2010)

Dřísy befindet sich rechtselbisch in der Elbniederung am südlichen Fuß des Höhenrückens Cecemina (238 m). Südöstlich des Dorfes liegt der Lhota-See, westlich der Baggersee Křenek. Südlich verläuft die Eisenbahn von Lysá nad Labem nach Mělník, und die Straße von Stará Boleslav nach Mělník.
Nachbarorte sind Čečelice und Konětopy im Norden, Sudovo Hlavno und Kostelní Hlavno im Osten, Hlavenec im Südosten, Lhota und Křenek im Süden, Kostelec nad Labem und Rudeč im Südwesten, Ovčáry und Nedomice im Westen sowie Všetaty im Nordwesten.

## Geschichte
Die erste schriftliche Erwähnung des Dorfes und des Weinberges auf der Cecemina erfolgte 1052 im Zuge seiner Schenkung durch Břetislav I. an das Kapitel in Stará Boleslav. Der Weinberg an der Cecemina wurde unter den ersten Přemyslidenfürsten angelegt und gilt als der erste Weinberg in Böhmen. Das Dorf blieb bis zur Mitte des 19. Jahrhunderts dem Kapitel untertänig. In Dřísy befand sich ein großer Herrenhof, der infolge des Dreißigjährigen Krieges erlosch. Bei der Rekatholisierung verlor Dřísy den größten Teil seiner Bewohner, die aus Böhmen emigrierten. Die verbliebenen Einwohner pflegten heimlich weiter ihren evangelischen Glauben. 1694 eröffnete im Dorf eine Schule.
1729 ließ der Altbunzlauer Dekan Frik auf dem Weinberg des hl. Wenzel nach Plänen von Kilian Ignaz Dientzenhofer eine Kapelle errichten.
Neben dem Weinbau lebten die Bewohner vom Gemüsebau. 1818 wurde der historische Weinberg aufgegeben.
Nach der Aufhebung der Patrimonialherrschaften bildete Dřísy mit dem nördlich von Nedomitz gelegenen zugehörigen Kapitularhof ab 1850 eine Gemeinde im Bezirk Karlín und ab 1906 im Bezirk Brandýs nad Labem. 1873 entstand nach dem Bau der Österreichischen Nordwestbahn auf den Feldern anderthalb Kilometer südwestlich des Dorfes die Station Dřísy. Durch den an der Bahnstation entstandenen Gemüsemarkt konnten die landwirtschaftlichen Erzeugnisse in die nordböhmischen Industriegebiete abgesetzt werden. Entlang der Landstraße vom Dorf zur Bahnstation begann nachfolgend eine Bebauung. Im Jahre 1905 begann auf zwei kleinen Flächen mit Unterstützung des Altbunzlauer Kapitels ein erfolgloser Wiederaufnahmeversuch des Weinbaus durch Anpflanzung von Mělníker Reben. Mit der Parzellierung des Kapitularhofes bei der Bodenreform von 1921 erloschen die letzten Reste des Weinberges.
1961 hatte Dřísy mit 917 Einwohnern die höchste Bevölkerungszahl seiner Geschichte erreicht. Ab dem 1. Januar 1961 gehörte Dřísy zum Okres Mělník und seit 2007 zum Okres Praha-východ. In den 1970er Jahren entstand an der Bahnstation auf dem Gelände des Gemüsemarktes ein großer Landwirtschaftsbetrieb, ein weiterer wurde am nordöstlichen Ortsrand errichtet.

## Gemeindegliederung
Für die Gemeinde Dřísy sind keine Ortsteile ausgewiesen.

## Sehenswürdigkeiten
- barocke Kapelle Johannes des Täufers auf der Cecemina, erbaut zwischen 1729 und 1750 nach Plänen von Kilian Ignaz Dientzenhofer
- Kapelle der hl. Johannes von Nepomuk, errichtet 1837
- Lhota-See, der 25 ha große und 14 m tiefe Baggersee entstand aus einer 1965 für den Bau der Autobahn D 1 angelegten Sandgrube, die bis 1983 betrieben wurde. Nach ihrer Flutung entstand am Lhota-See der erste öffentliche FKK-Strand der Tschechoslowakei. Der See gilt als beliebtes Badeziel der Nudisten aus dem 20 Kilometer entfernten Prag. Nördlich des Sees entstand ein Parkplatz mit einer Kapazität von 1400 Pkw.